# Galeodes truculentus
Espèce
Galeodes truculentus est une espèce de solifuges de la famille des Galeodidae.

## Distribution
Cette espèce est endémique d'Iran.

## Description
La femelle holotype mesure 36 mm et le mâle 32 mm.

## Publication originale
- Pocock, 1899 : Contributions to the natural history of Lake Urmi, N.W. Persia, and its neighbourhood. Chilopoda and Arachnida. Journal of the Linnean Society of London, Zoology, vol. 27, p. 399–406 (texte intégral).